# Ousman Sowe
Ousman Sowe (* 1972 in Bulok) ist Beamter und ehemaliger Minister im westafrikanischen Staat Gambia.

## Leben
Sowe hat auf der Universität Malta einen Master in Diplomatie mit Auszeichnung erworben und auf der Bradford University einen MA in Internationaler Politik und Sicherheit. Auf der Saint Mary’s University in Halifax erwarb er einen BA in Entwicklungsarbeit und Englisch.
Sowe war im National Intelligence Agency (heute State Intelligence Services) als Generaldirektor tätig. Später wurde er ins Umweltministerium als Ministerialrat (Ministry of Environment as a Permanent Secretary) versetzt. Er war auch als Staatssekretär unter anderem auch im Innen-, Fischerei- und Außenministerium tätig. Am 13. Februar 2017 ernannte der neu gewählte Präsident Adama Barrow Sowe als Generaldirektor des gambischen Nachrichtendienstes, dem State Intelligence Services (SIS). Er ersetzte Musa Dibba, der erst am 2. Februar 2017 in diese Position eingesetzt wurde. Dibba hält seitdem die Position des stellvertretenden Generaldirektors.
Im November 2021 empfahl die Truth, Reconciliation and Reparations Commission (TRRC), die zur Aufarbeitung der Regierungszeit des früheren Präsidenten Yahya Jammeh ins Leben gerufen wurde, Ousman Sowe wegen der Vernichtung und Unterschlagung von Beweismitteln bei der National Intelligence Agency für zehn Jahre von allen öffentlichen Ämtern auszuschließen. Die gambische Regierung folgte dem nicht, sondern wies im Mai 2022 darauf hin, dass die Sowe vorgeworfenen Handlungen im Mai 2017 stattgefunden haben sollen, während das Mandat der TRRC nur den Zeitraum von Juli 1994 bis Januar 2017 abdecke und die Empfehlung daher über den Geltungsbereich des Mandats der TRRC hinaus gehe.
Im August 2023 wurde Sowe von Präsident Barrow zum Minister für Land und regionale Regierung (englisch Minister for Lands and Regional Government), mit Wirkung zum 1. September, berufen. Am 15. März 2024 wurde er aus dem Ministeramt entlassen und zugleich als Nachfolger von Lamin Jadama erneut zum Generaldirektor des State Intelligence Services ernannt.